# Hans Nielsen Johnsrud
Hans Nielsen Johnsrud (1840-29 maart 1874) was een Noors cellist.
Deze Hans Nielsen Johnsrud werd geboren binnen het boerengezin van Niels Johnsrud (gestorven 1871) en Anne Marie Larsdatter. De naam Johnsrud verwijst naar een boerderij nabij Eidsvoll. Hij was broer van de violist Lars Nielsen Johnsrud (1826-1909). Voorts was hij oom van organist Hans Nielsen Johnsrud, Kristian Nielsen Johnsrud (muzikant) en Marie Nielsen Johnsrud (zangeres). Die laatste speelde een belangrijke rol in de muziekgeschiedenis van Noorwegen. Uit haar huwelijk met Michael Flagstad kwam een van de internationaal bekendste Noorse zangeressen voort: Kirsten Flagstad. 
Hans Nielsen Johnsrud speelde eerst klarinet in een militaire kapel maar schakelde over naar de cello. Hij werd cellist van Det Norsk Teater. En werd in die hoedanigheid in de gelegenheid gesteld te studeren in Duitsland en later met een staatsbeurs in Parijs. Hij was enigszins international vermaard, hij werd geroemd om zijn spel. Naast orkestspel was hij ook bekend als kamermuzikant. Een vroegtijdig overlijden weerhield hem van een verdere carrière. Hij overleed na een tiental dagen ziektebed. 
- Bibsys: 7041824
- Virtual International Authority File: 149149106053668491030